# Ebba Gripenstedt
Ebba Gripenstedt (ur. 3 czerwca 1894 w Nyköping, zm. 21 grudnia 1950 w Sztokholmie) – szwedzka florecistka.

## Życiorys
Uczestniczyła w letnich igrzyskach olimpijskich w 1928 oraz 1936 roku. Siostra olimpijczyka Carla Gripenstedta.